# Hayashi Tadataka
Pour les articles homonymes, voir Tadataka.
Hayashi Tadataka est un nom japonais traditionnel ; le nom de famille (ou le nom d'école), Hayashi, précède donc le prénom (ou le nom d'artiste).
Hayashi Tadataka (林 忠崇, 26 août 1848-22 janvier 1941) est un daimyo de la fin de l'époque d'Edo qui dirige le domaine de Jōzai. Plus tard dans sa vie, il est connu sous le nom d'« Ichimu » (一夢).
Pendant la guerre de Boshin en 1868, Hayashi combat dans le camp du shogun puis de l'Ōuetsu Reppan Dōmei. Contrairement aux forces des Tokugawa qui vont à Ezo, Hayashi se rendu[Quoi ?] quand il apprend que la famille Tokugawa recevra un fief à Shizuoka.
Durant la restauration de Meiji, il occupe différents postes (même secrétaire dans une entreprise d'Hakodate), avant de travailler pour le gouvernement. Pendant l'ère Meiji, sa famille est anoblie selon le système nobiliaire du kazoku.
Pendant un temps, il sert au Tōshō-gū de Nikkō. Hayashi vit jusqu'en 1941 et est surnommé le « dernier daimyo ». Il meurt à Tokyo dans un appartement de sa sœur Mitsu.
Lorsqu'on lui a demandé s'il avait fait son poème d'adieu, il répondit : « Pendant la guerre de Boshin, j'en avais un. Aujourd'hui, je n'en ai plus. »
Hayashi est un personnage du roman de Shōtarō Ikenami, Bakumatsu Yūgekitai.

## Source de la traduction
- (en) Cet article est partiellement ou en totalité issu de l’article de Wikipédia en anglais intitulé « Hayashi Tadataka » (voir la liste des auteurs).